# Simon Schweizer

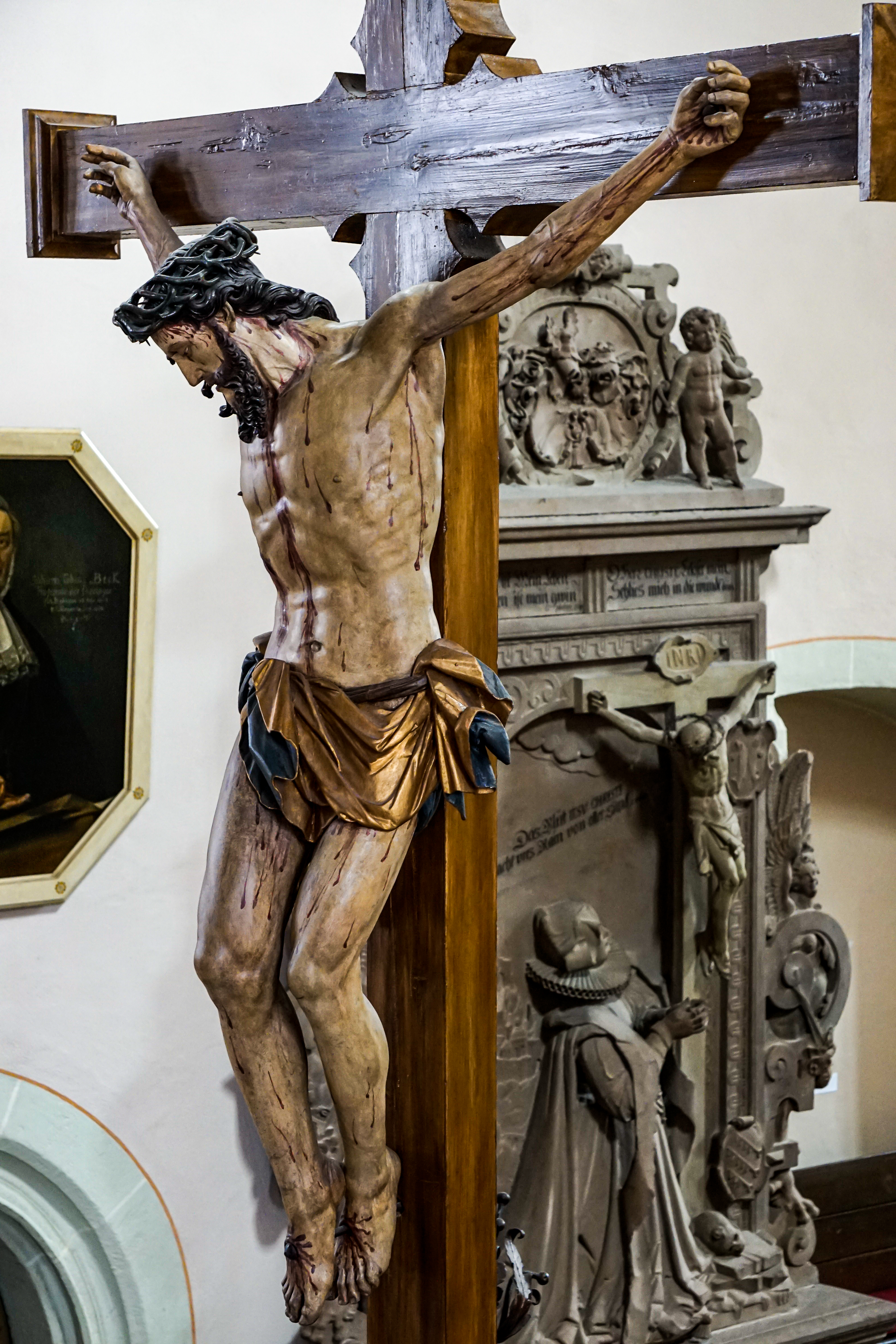
Holzkruzifixum des Simon Schweizer am Altar der Stadtkirche Balingen. Im Hintergrund das Epitaph der Magdalena von Tegernau, vom selben Künstler

Simon Schweizer (geb. vor 1593; gest. nach 1623) war ein Bildhauer der Spätrenaissance, der zwischen 1593 und 1623 in Balingen nachgewiesen werden kann. In der Balinger Bildhauerwerkstätte entstanden um 1600 bedeutende Epitaphe. Meist war er in Balingen und Umgebung tätig. Die Literatur verweist auf ihn als Urheber eines durch die Barockisierung  verlorenen Altars der Schlosskirche Haigerloch (1593), sicher jedoch als den Schöpfer des prächtigen Kanzeldeckels der Nürtinger Stadtkirche (um 1620; seit 1759 an der Ostwand des nördlichen Seitenschiffs der Stadtkirche Neuffen). Auch Pfullingen gehört wohl mit dem Holzepitaph des 1611 und 1614 verstorbenen Ehepaares Johann und Agnes Maier aus der dortigen Stadtkirche St. Martin zu seinem Wirkungskreis.

## Bedeutung

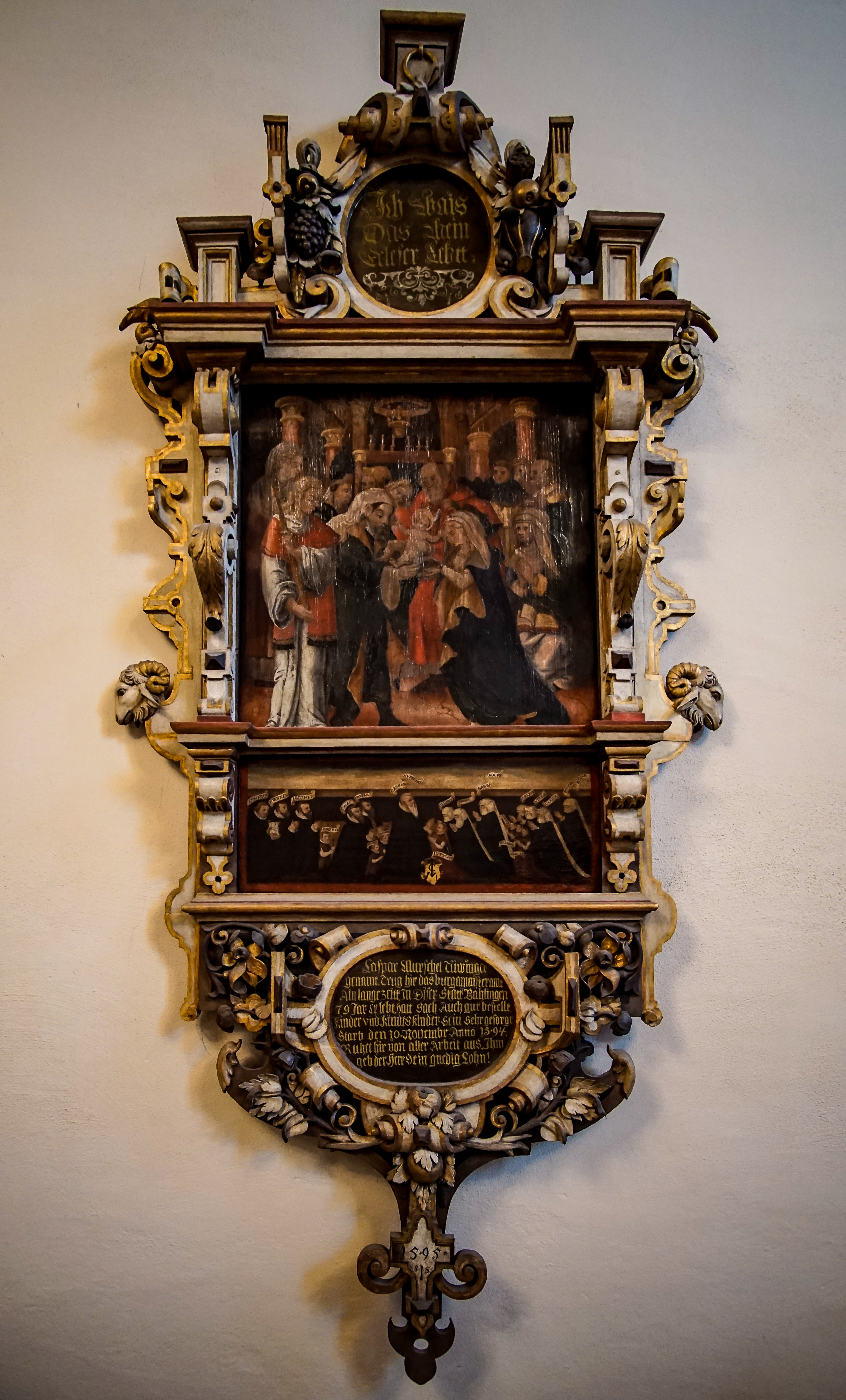
Epitaph des Caspar Murschel in der Stadtkirche Balingen (1595)

Der Lautlinger Pfarrer und Kunsthistoriker Albert Pfeffer, der den Bildhauer anlässlich der Renovierung der Balinger Stadtkirche 1912/13 entdeckte, vergleicht ihn mit den anerkannten Vertretern der schwäbischen Spätrenaissance wie Schlör, Kern, Baumhauer und Jelin. Vermutlich habe er bei Jelin in Tübingen gelernt und gearbeitet. Das Werk Schweizers ist nicht umfassend erforscht. 
Ungewöhnlich und sonst selten ist die vollplastische Ausarbeitung seiner Figuren an Epitaphen.

## Leben und nachgewiesene Werke
Kirchenbucheinträge geben über die Familienverhältnisse des Simon Schweizer in Balingen als Ehemann der Agatha und Vater von sechs Kindern, geboren zwischen 1601 und 1613, Auskunft. Auch vom großen Stadtbrand 1607 war er betroffen.
Das älteste nachweisbare Werk ist das monumentale Epitaph für Hans Christoph Scheer von Schwarzenberg (gest. 1592) an der Pfarrkirche Hausen am Tann, das den Ritter in ganzer Größe zeigt. Das Holzepitaph des Bürgermeisters Caspar Murschel in der Stadtkirche Balingen ist sowohl datiert (1595) als auch signiert, so dass seine Zuschreibung unzweifelhaft erscheint. Das Monogramm des Künstlers findet sich auf dem Steinepitaph der Magdalena von Tegernau (1605) eben dort. In der Friedhofkirche gehört das Steinepitaph der gerade halbjährigen Maria Magdalena von Tierberg (1597) zu seinen Werken, während es sich bei dem Grabmal von Tobias Pfeffer (1627) an der südlichen Außenwand zunächst um eine Zuschreibung handelt.
Schweizer hat mehrere Kruzifixe geschaffen. Das Kruzifix aus Lindenholz (1605), das heute in der Sakristei der Balinger Stadtkirche aufbewahrt wird und aus der Friedhofkirche stammt, wurde auf der Landesausstellung „Die Renaissance im deutschen Südwesten. Zwischen Reformation und dreissigjährigem Krieg“ 1986 gezeigt. Große Kruzifixe aus der Werkstatt Schweizer besaß die Kirche St. Ulrich (1600) in Geislingen und besitzt die Stadtkirche Balingen. Das Kruzifix der Nürtinger Laurentiuskirche ist im Nürtinger Sachbuch 1622/23 als Werk von Schweizer eindeutig nachweisbar.
Die Skulptur des Johannes d. Täufers aus der Friedhofskirche, ein Spätwerk, wird heute im Heimatmuseum Balingen aufbewahrt.